# Einwohnerentwicklung von Meiningen
Dieser Artikel gibt die Einwohnerentwicklung von Meiningen wieder. Die Bevölkerungszahl betrug am 31. Dezember 2023 mit Hauptwohnsitz laut Thüringer Landesamt für Statistik (TLS) 25.679 Einwohner und laut Einwohnermeldeamt Meiningen 26.115 Einwohner (Gebietsstand 1. Januar 2024). 2022 lebten mit Nebenwohnsitz 27.324 Bürger in der Stadt.

## Historische Entwicklung
Meiningen hatte im Mittelalter durchschnittlich 2.000 Einwohner und zählte mit der aus heutiger Sicht geringen Einwohnerzahl zu den größeren Städten im Hochstift Würzburg. 1153 bekam Meiningen die Gerichtsbarkeit verliehen, wurde 1230 erstmals urkundlich als Stadt genannt und erhielt 1344 erweiterte Stadtrechte wie die Freie Reichsstadt Schweinfurt. 1545 lebten 2.200 Menschen in der Stadt. Die Zahl stieg bis 1634 durch eine wirtschaftliche Blüte auf 4.800 an. Im Dreißigjährigen Krieg dezimierten sich die Einwohner innerhalb weniger Jahre durch Tod und Vertreibung auf 1.300. Von diesen Auswirkungen konnte sich die Stadt bis in das 19. Jahrhundert nicht mehr erholen. 1680 lebten bei der Erhebung Meiningens zur Haupt- und Residenzstadt nur rund 2.000 Menschen in der Stadt. Erst Anfang des 19. Jahrhunderts überstieg die Einwohnerzahl die Zahl 5.000 und wuchs durch die Entwicklung einer bescheidenen Wirtschaft und die Funktion als Hauptstadt stetig weiter bis auf 22.305 im Jahr 1939 an. Im Zweiten Weltkrieg stieg bis 1945 die Einwohnerzahl dann durch Bürger aus Großstädten, die in Meiningen Schutz vor Bombardements suchten, auf geschätzte 30.000 an.
1947 lebten in Meiningen 25.345 Menschen, darunter viele Flüchtlinge aus den deutschen Ostgebieten. Die Einwohnerzahl fiel wieder rapide ab, als nach der Etablierung der Sowjetarmee und der Machtergreifung durch die SED viele Geschäftsleute und alteingesessene Meininger Familien die Stadt Richtung Westdeutschland verließen. Nach der Gründung der DDR stieg die Zahl der Einwohner durch erhöhte Geburtenraten und Industrieansiedlungen wieder leicht an. Ihren Höchststand erreichte die Einwohnerzahl 1983 mit 25.905 (Hauptwohnsitz).
Nach der Deutschen Wiedervereinigung verlor Meiningen in den 1990er Jahren mit dem plötzlichen Wegfall tausender Arbeitsplätze und der daraus resultierenden Abwanderung, durch Geburtenrückgang und Suburbanisierung rund 4.000 Einwohner.

## Ab 2000
Um das Jahr 2000 stabilisierte sich die Einwohnerzahl etwas, um ab Anfang der 2000er Jahre erneut um rund 1.700 zu sinken. Gründe waren Wegzüge wegen nach wie vor fehlender Arbeitsplätze und ein hoher Überschuss der Sterbefälle gegenüber von Geburten. Durch die in jüngster Zeit steigende Zahl von Arbeitsplätzen und den damit verbundenen stärkeren Zuzug, leicht steigenden Geburtenzahlen sowie den Zuzug von Ruheständlern, die die ehemalige Residenz zu ihrem Altersruhesitz wählen, konnte ab 2009 eine Stabilisierung und ab 2011 wieder ein Wachstum der Einwohnerzahl erreicht werden (ohne Eingemeindungen). Da es ab 2010 weitaus mehr Zuzüge als Wegzüge gibt, konnte der Sterbeüberschuss gegenüber Geburten mehr als ausgeglichen werden. Seit 2016 bleibt die Einwohnerzahl bei leichten Schwankungen stabil. Mit Hauptwohnsitz lebten am 31. Dezember 2011 in Meiningen 21.131 Bürger, am 31. Dezember 2018 waren es 21.575 Bürger. Mit Nebenwohnsitz hatte die Stadt 2011 22.395 und 2017 22.404 Einwohner.

## Ab 2020
Am 31. Dezember 2020 betrug die Einwohnerzahl 25.097. Davon lebten 76,5 % in der Kernstadt und 23,5 % in den Ortsteilen. Mit einem Anteil von 7,6 % an der Gesamtbevölkerung waren 1.997 Ausländer, darunter 617 EU-Bürger, aus 83 Nationen in der Stadt ansässig. Mit Nebenwohnsitz hatte Meiningen insgesamt 26.372 Einwohner. Die Einwohnerzahl hatte sich nach einem Absacker im Jahr 2021 bis zum 31. Dezember 2022 auf 25.177 und zum 1. Januar 2024 auf 26.115 durch vermehrte Zuwanderung leicht erhöht. Die Anzahl von Ausländern stieg 2022 auf 2581 und 10,2 %.

## Einwohnerentwicklung

### Von 1545 bis 1998
(jeweiliger Gebietsstand)
| Jahr | Einwohner |
| ---- | --------- |
| 1545 | 2200      |
| 1600 | 4780      |
| 1634 | 4800      |
| 1648 | 1300      |
| 1680 | 2000      |
| 1700 | 2500      |
| 1771 | 3531      |
| 1803 | 4125      |
| 1828 | 5426      |
| 1833 | 5659      |
| 1840 | 6205      |

| Jahr/Datum | Einwohner |
| ---------- | --------- |
| 1849       | 6451      |
| 1861       | 6921      |
| 1871       | 8870      |
| 1875       | 9521      |
| 1880       | 11.227    |
| 1890       | 12.029    |
| 1900       | 14.518    |
| 1905       | 15.945    |
| 1910       | 17.183    |
| 1920       | 17.871    |
| 1925       | 18.221    |

| Jahr | Einwohner |
| ---- | --------- |
| 1930 | 20.202    |
| 1939 | 22.272    |
| 1947 | 25.345    |
| 1950 | 23.484    |
| 1960 | 23.748    |
| 1972 | 25.795    |
| 1983 | 25.905    |
| 1988 | 25.708    |
| 1994 | 24.001    |
| 1996 | 22.777    |
| 1998 | 22.349    |

Datenquellen: ab 1545 Stadtarchiv Meiningen / ab 1771 Volkszählergebnisse / 1950: 31. August / ab 1960: 31. Dezember /
1994 bis 1998 Thüringer Landesamt für Statistik

### Ab 2000
(jeweiliger Gebietsstand)
Amtliche Einwohnerzahlen, veröffentlicht vom Thüringer Landesamt für Statistik (TLS, Fortschreibung) sowie vom Einwohnermeldeamt Meiningen (Melderegister).
| Datum             | Fortschreibung | Melderegister |
| ----------------- | -------------- | ------------- |
| 31. Dezember 2000 | 22.240         | –             |
| 31. Dezember 2002 | 21.965         | 21.531        |
| 31. Dezember 2004 | 21.686         | 21.412        |
| 31. Dezember 2006 | 21.267         | 21.010        |
| 31. Dezember 2008 | 20.844         | 20.564        |
| 31. Dezember 2010 | 21.590         | 21.321        |
| 9. Mai 2011 ¹     | 20.770         | 21.147        |
| 31. Dezember 2012 | 20.826         | 21.210        |
| 31. Dezember 2013 | 20.966         | 21.346        |
| 31. Dezember 2014 | 21.072         | 21.429        |
| 31. Dezember 2015 | 21.231         | 21.621        |

| Datum             | Fortschreibung | Melderegister |
| ----------------- | -------------- | ------------- |
| 31. Dezember 2016 | 21.223         | 21.609        |
| 31. Dezember 2017 | 21.126         | 21.513        |
| 31. Dezember 2018 | 21.180         | 21.575        |
| 31. Dezember 2019 | 24.796         | 25.189        |
| 31. Dezember 2020 | 24.722         | 25.119        |
| 31. Dezember 2021 | 24.538         | 24.904        |
| 15. Mai 2022 ²    | 24.133         | –             |
| 31. Dezember 2022 | 24.337         | 25.172        |
| 31. Dezember 2023 | 24.446         | 25.297        |
| 31. Dezember 2024 | 25.002         | k. A.         |

- ¹ Zensusergebnis vom 9. Mai 2011.
- ² Zensusergebnis vom 15. Mai 2022.[6]
- 31. Dezember 2023: Melderegister Einwohnermeldeamt der Stadt Meiningen[7]

## Ortsteile
Einwohnerzahlen der Kernstadt und Ortsteile mit Haupt- und Nebenwohnsitz am 31. Dezember 2023 (Gebietsstand 1. Januar 2024 inklusive Sülzfeld).
| Stadtteil           | Hauptwohnsitz | Nebenwohnsitz | Einwohner gesamt |
| ------------------- | ------------- | ------------- | ---------------- |
| Kernstadt Meiningen | 19.392        | 1.072         | 20.464           |
| Dreißigacker        | 1.388         | 75            | 1.463            |
| Einödhausen         | 63            | 0             | 63               |
| Henneberg           | 509           | 25            | 534              |
| Herpf               | 858           | 35            | 893              |
| Stepfershausen      | 556           | 27            | 583              |
| Sülzfeld            | 818           | 0             | 818              |
| Träbes              | 50            | 0             | 50               |
| Unterharles         | 22            | 0             | 22               |
| Wallbach            | 343           | 7             | 350              |
| Walldorf            | 2.116         | 66            | 2.182            |
| Meiningen (gesamt)  | 26.115        | 1.307         | 27.422           |

Quelle: Einwohnermeldeamt der Stadt Meiningen, Stand 31. Dezember 2023.

## Statistische Bezirke
Die Stadt Meiningen mit seinen Stadt- und Ortsteilen war bis 2018 in 13 statistische Bezirke unterteilt.
| Bezirk      | Stadtteil / Ortsteil  | Einwohner 2012 | Einwohner 2015 | Veränderung in % |
| ----------- | --------------------- | -------------- | -------------- | ---------------- |
| 01          | Historische Altstadt  | 3.120          | 3.412          | + 9,36           |
| 02.1 / 02.2 | Nordstadt             | 2.241          | 2.376          | + 6,02           |
| 03          | Nordost               | 4.406          | 4.390          | - 0,36           |
| 04          | Nordwest              | 1.206          | 1.271          | + 5,39           |
| 05          | Südost                | 2.434          | 2.385          | - 2,01           |
| 06.1 / 06.2 | Südwest               | 1.955          | 1.883          | - 3,68           |
| 08          | Jerusalem             | 3.100          | 3.239          | + 4,48           |
| 09          | Helba                 | 283            | 290            | + 2,47           |
| 10          | Welkershausen         | 205            | 198            | - 3,41           |
|             | Meiningen (Kernstadt) | 18.950         | 19.444         | + 2,61           |
| 07          | Dreißigacker          | 1.321          | 1.337          | + 1,21           |
| 11          | Herpf                 | 913            | 913            | ±0               |
|             | Ortsteile             | 2.234          | 2.250          | + 0,72           |
|             | Meiningen (gesamt)    | 21.184         | 21.694         | + 2,41           |

Quelle: Stadtverwaltung Meiningen, Daten von 2012 und 2015 (31. Dezember), Hauptwohnsitze

## Bevölkerungsstruktur
In der Stadt Meiningen lebten im Jahr 2017 rund 20.000 Deutsche und mehr als 1.600 Ausländer aus 83 Nationen. Am 10. Oktober waren 456 EU-Ausländer und 381 Ausländer aus anderen Staaten gemeldet. Davon stammten unter anderem 210 Menschen aus Rumänien, jeweils 45 aus Vietnam und dem Kosovo, 44 aus Serbien, 42 aus Polen, 34 aus der Türkei, 28 aus Russland, 26 aus Italien, 23 aus Griechenland, 19 aus Bulgarien und 15 aus Albanien.
Des Weiteren waren infolge der Flüchtlingswelle am 10. Oktober 2017 in Meiningen 446 anerkannte Flüchtlinge, 227 im Asylverfahren befindliche Asylbewerber und 99 nachgezogene Familienangehörige ansässig.
| Bevölkerung                 | Stand 31. Dezember 2017 |
| --------------------------- | ----------------------- |
| Einwohner mit Hauptwohnsitz | 21.527                  |
| davon männlich              | 10.559                  |
| weiblich                    | 10.968                  |
| Deutsche                    | 19.926                  |
| Ausländer                   | 1.601                   |
| Ausländeranteil in Prozent  | 7,44                    |

Quelle: Stadtverwaltung Meiningen
Einwohner mit ausländischen Staatsbürgerschaften:
Tabelle mit den zehn am meisten vertretenen Nationen.
| Herkunftsland | Stand 31. Dezember 2017 |
| ------------- | ----------------------- |
| Syrien        | 407                     |
| Rumänien      | 203                     |
| Afghanistan   | 150                     |
| Irak          | 89                      |
| Vietnam       | 49                      |
| Serbien       | 42                      |
| Polen         | 40                      |
| Kosovo        | 37                      |
| Indien        | 33                      |
| Slowakei      | 33                      |

## Bevölkerungsprognose
Bei einer 2015 vom Thüringer Landesamt für Statistik (TLS) veröffentlichten Prognose für die Bevölkerungsentwicklung von 2015–2035 wird ein Wachstum der Meininger Einwohnerzahl um +1,4 % erwartet. Ausgenommen sind die Eingemeindungen von 2019: Walldorf (Meiningen), Wallbach (Meiningen), Henneberg (Meiningen) und Stepfershausen.
| Datum             | Einwohner Prognose |
| ----------------- | ------------------ |
| 31. Dezember 2015 | 21.121             |
| 31. Dezember 2020 | 21.396             |
| 31. Dezember 2025 | 21.486             |
| 31. Dezember 2030 | 21.462             |
| 31. Dezember 2035 | 21.416             |

Nebenstehende Prognose im Vergleich zur realen Entwicklung ab 1990

Quelle: Thüringer Landesamt für Statistik